# 長崎站
32°45′10.2″N 129°52′13.8″E / 32.752833°N 129.870500°E
長崎站（日语：〔〕／ Nagasaki eki */?）是位於日本長崎縣長崎市尾上町的鐵路車站，由九州旅客鐵道（JR九州）與日本貨物鐵道（JR貨物）共同使用。
長崎車站是長崎本線的終點站，也是西九州新幹線的終點站。經營長崎市區內路面電車的長崎電氣軌道在長崎車站前方馬路上也設有長崎站前停留場（日语：長崎駅前停留場）。

## 歷史
九州鐵道在1897年開通位於長崎市周邊的長崎至長與車站路段時設立了長崎車站，但是當時的長崎車站實際上是現在的浦上車站，且因為長與車站往東的路段一直到隔年的1898年才完成，最初要從長崎車站搭乘鐵路進入九州其他區域需在長與車站下車至距離車站約三公里的港口換乘大村灣連絡船至早岐車站，才能繼續搭乘火車前進。
1905年九州鐵道將長崎市內的鐵路往南延伸進入市區的港口邊，才在現在的位置設立了現在的長崎車站，同時原本的長崎車站則更名為浦上車站。1907年隨著九州鐵道被收歸國有，長崎車站也成為國營的車站。
1911年新建了第二代車站建築，為二層樓木造建築，其中的二樓最初被規劃作為貴賓室使用，直到1931年才改做餐廳。1915年長崎電氣軌道開始營業，同時設立了長崎車站前停留場。
1930年長崎線自長崎車站往南延伸至長崎港內，讓乘客可以直接進入長崎港轉乘上海航路前往中國上海；同年長崎車站也導入準特急列車，在當時自長崎利用鐵路前往東京的時間縮短至約21小時。1942年九州和本州之間的關門鐵路隧道完成，同時開始營運可直接從東京駛至長崎車站的特急列車富士號列車，但僅一年後，富士號列車即調整營運範圍，僅從東京行駛至博多，但每天仍有一班普通列車可直接從長崎往返東京。
1945年4月因遭受美軍空襲，車站月台及當時停靠的列車遭到炸彈炸毀，車站建築也連帶部分損毀；同年8月長崎又遭到原子彈攻擊，使得剩餘的車站建築全部遭到燒毀。第三代的車站建築在1949年完成，其特色為在屋頂的三角形邊緣採用了花窗玻璃。
1957年往返於東京和長崎之間的特級臥鋪列車幸風號列車開始營運，1958年一度改名為「和平號列車」，1959年再更名為櫻花號列車，一直到2005年，長崎車站直達東京車站的特急列車才停止營運。
1982年，長崎車站往南至長崎港車站的路段停止使用，第三代的車站建築在1988年曾大幅重新改裝過，但隨著年代久遠，站體逐漸老化，在1999年還是遭到拆除重建，並於2000年完成第四代舊站場的站體，包括南側的商場AMU PLAZA長崎館和JR九州飯店長崎也同時啟用。
2012年開始，JR九州發行的智慧卡SUGOCA開始可以在本站使用。
2020年3月27日深夜11時45分，隨著當日的尾班濱海快線列車駛入長崎站，舊站場正式停用。翌日清晨5時47分，在長崎站貨場舊址上興建的新站場局部啟用，首班開出的列車是前往佐世保站的YC1型列車。

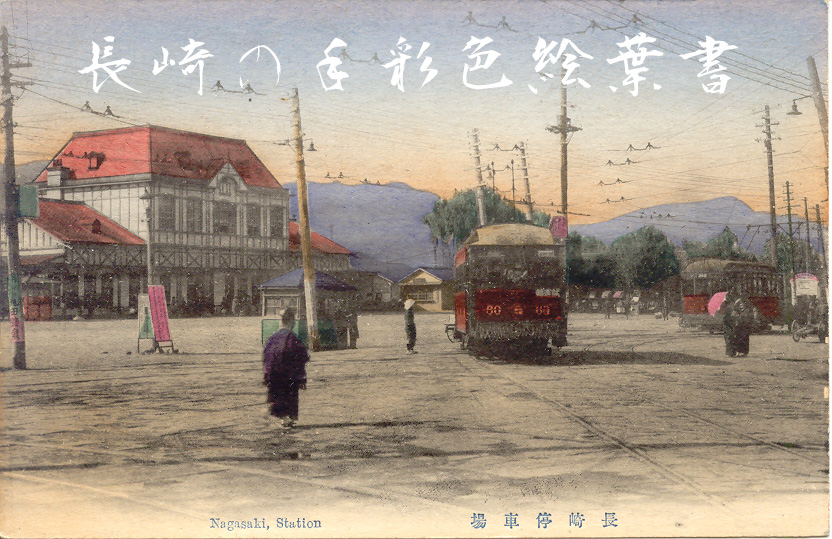
1910年代的長崎車站及長崎電鐵長崎車站前停留場
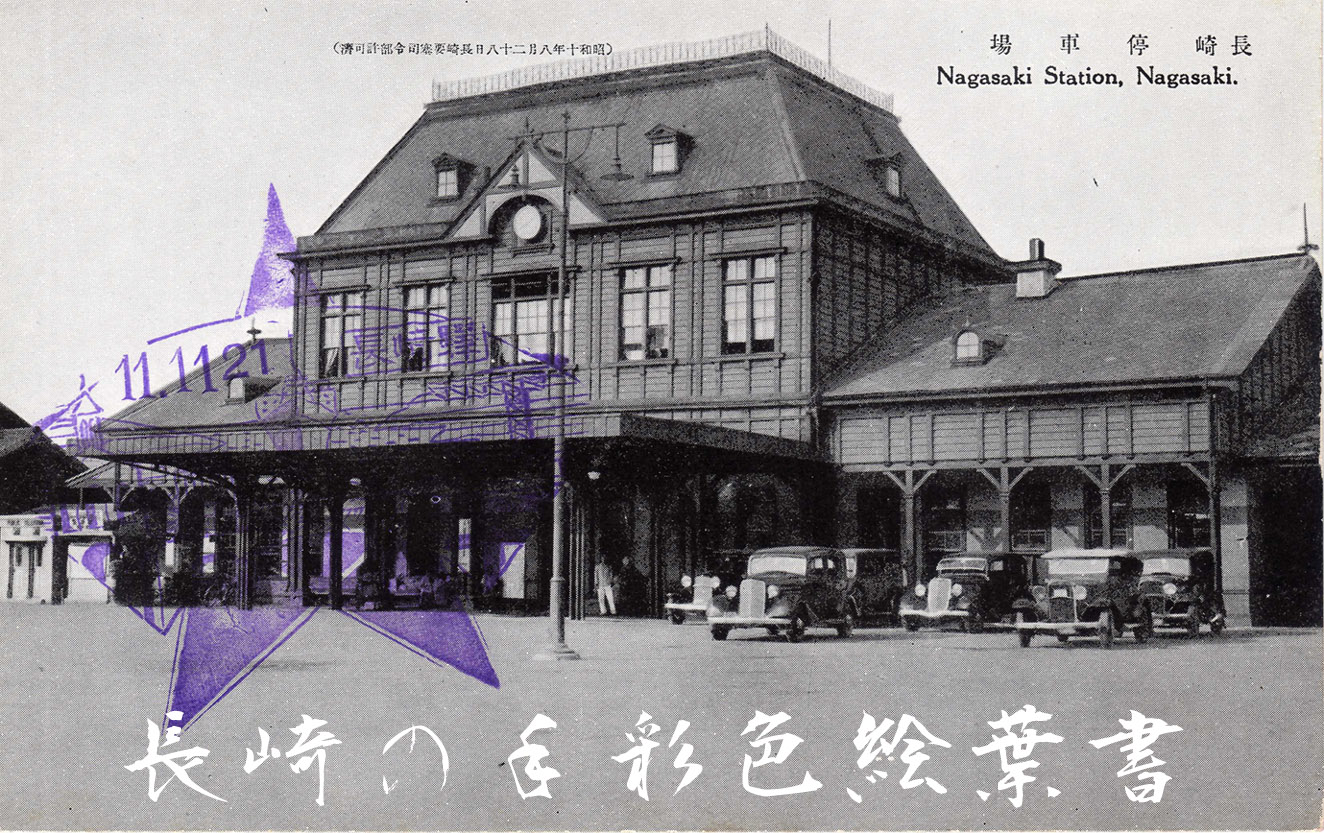
1911年完成的第二代車站建築
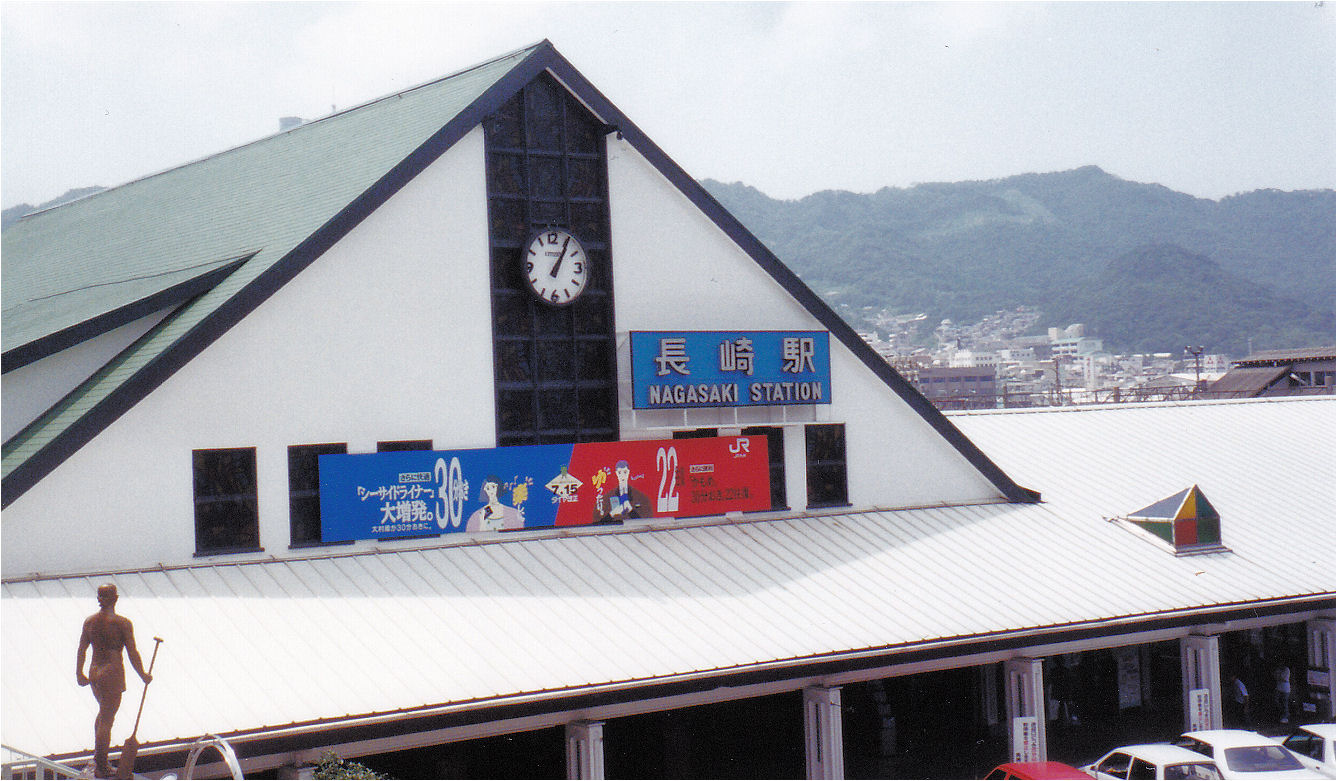
1992年拍攝的第三代車站建築
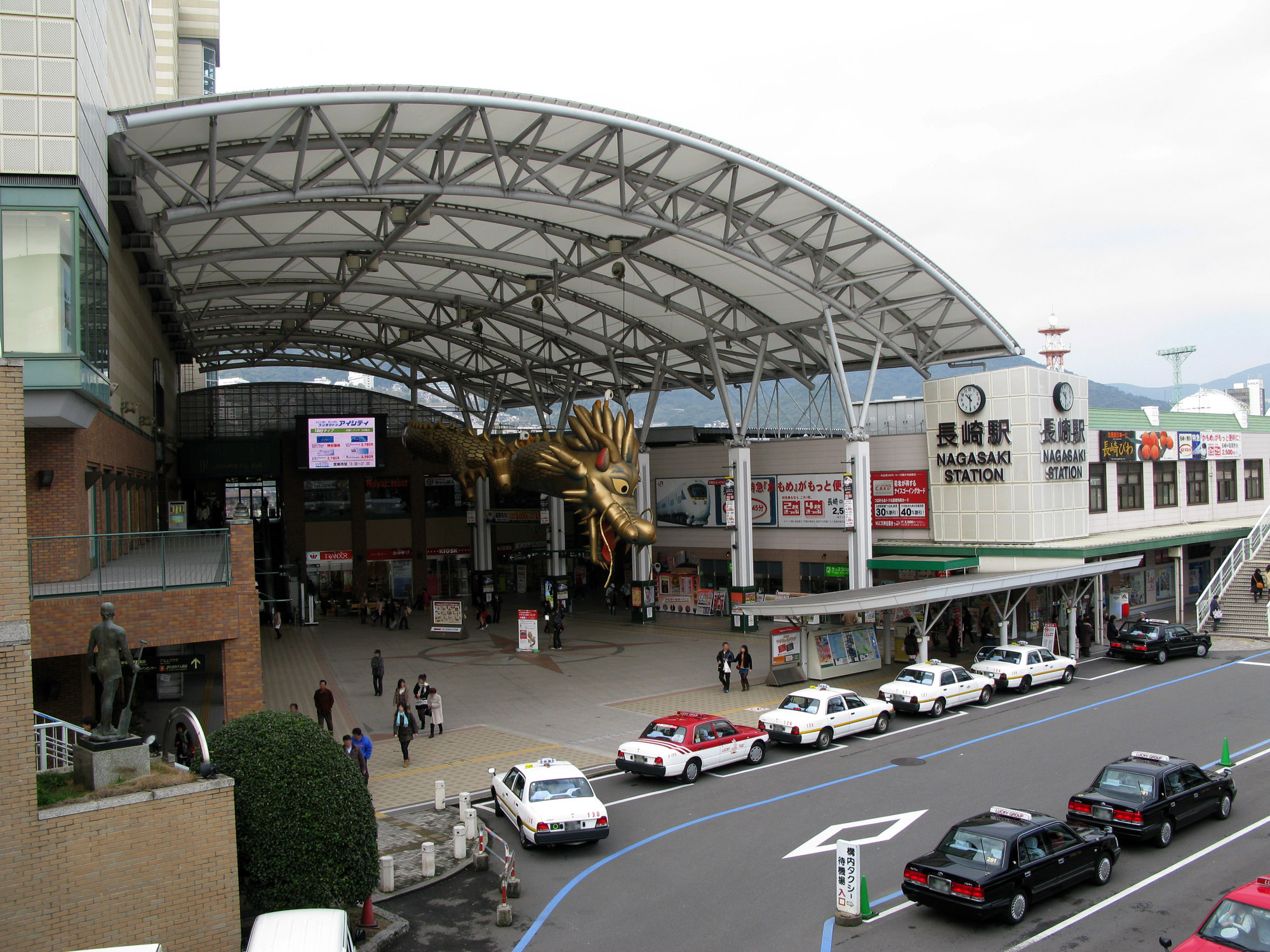
2009年拍攝的第四代车站建築

## 車站構造

### JR九州
西九州新幹線通車前，有行駛長崎車站的特別急行列車僅有鷗號列車，每日有近三十班車次往返於博多車站之間，另有經大村線往返位於長崎縣北部佐世保車站的快速列車濱海快線。觀光臥鋪車九州七星號列車每週也會駛入長崎車站一次，西九州新幹線通車後，平日在來線特急全廢，「36加3號列車」也取消了行駛全程長崎本線的班次，只於特定的假日另設1來回的觀光特急列車「雙星4047號列車」，來往武雄溫泉站。

#### 在來線新車站（高架）
新的高架化站房及月台設於舊車站的西方，共設有兩個島式月台，靠近浦上川和112號縣道一方（西邊）的島式月台為1、2號月台，有效長度為4輛，只供普通列車及濱海快線使用；靠近舊車站一方（東邊）的島式月台為3、4及5號月台。這邊的月台長度比1、2號月台為長（如3號月台為6輛，5號月台可達至9輛，但最遙遠的一段因較狹窄而不採用），可停靠特急「鷗號列車」。4號月台是缺角式月台，是把部份3號月台削去，以容納多建1條路軌所造成的，因此它的有效長度都比其他月台為短（只有3輛），主要用作短編成的列車使用。相對地，乘客如須前往4號月台登車，就必須從閘口一直走至月台將近盡頭的位置才到達，比過往使用舊車站的0號月台需走較多的路。
至於留置側線及車輛中心也同樣位於高架區域，於1號月台前方設有2條留置側線，而車輛中心又位於留置線的前方，共提供5條線道（2短+3長），1、2號月台的列車，如前方側線閒置時，可直接通過前方X型轉轍器駛入留置線；3-5號月台的列車，則須先通過雙向路段的X型轉轍器後，再由上行線的單向轉轍器轉至車輛中心軌道或其側線；如前往留置側線則再需要反方向由車輛中心旁的側線駛進。

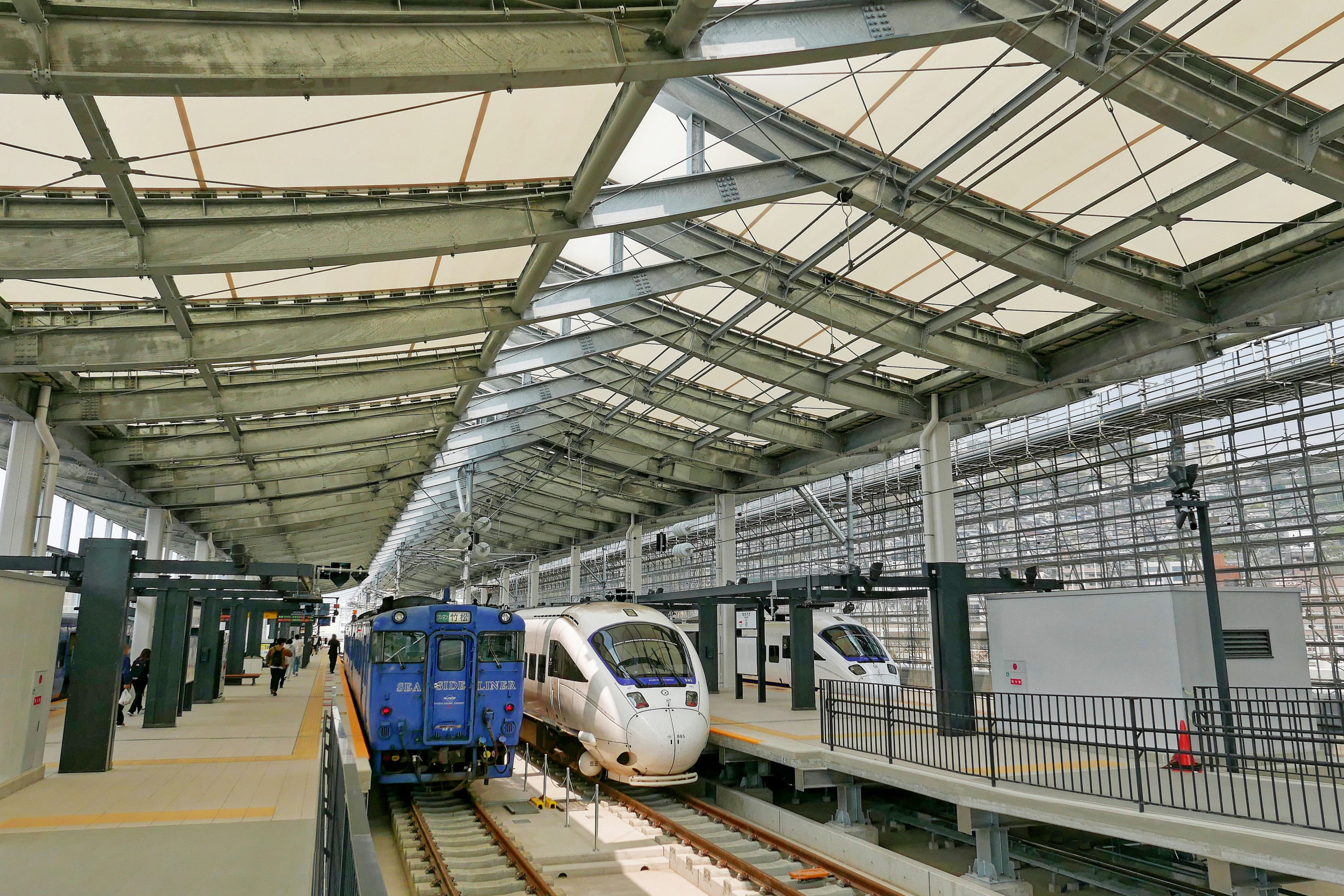
在來線月台
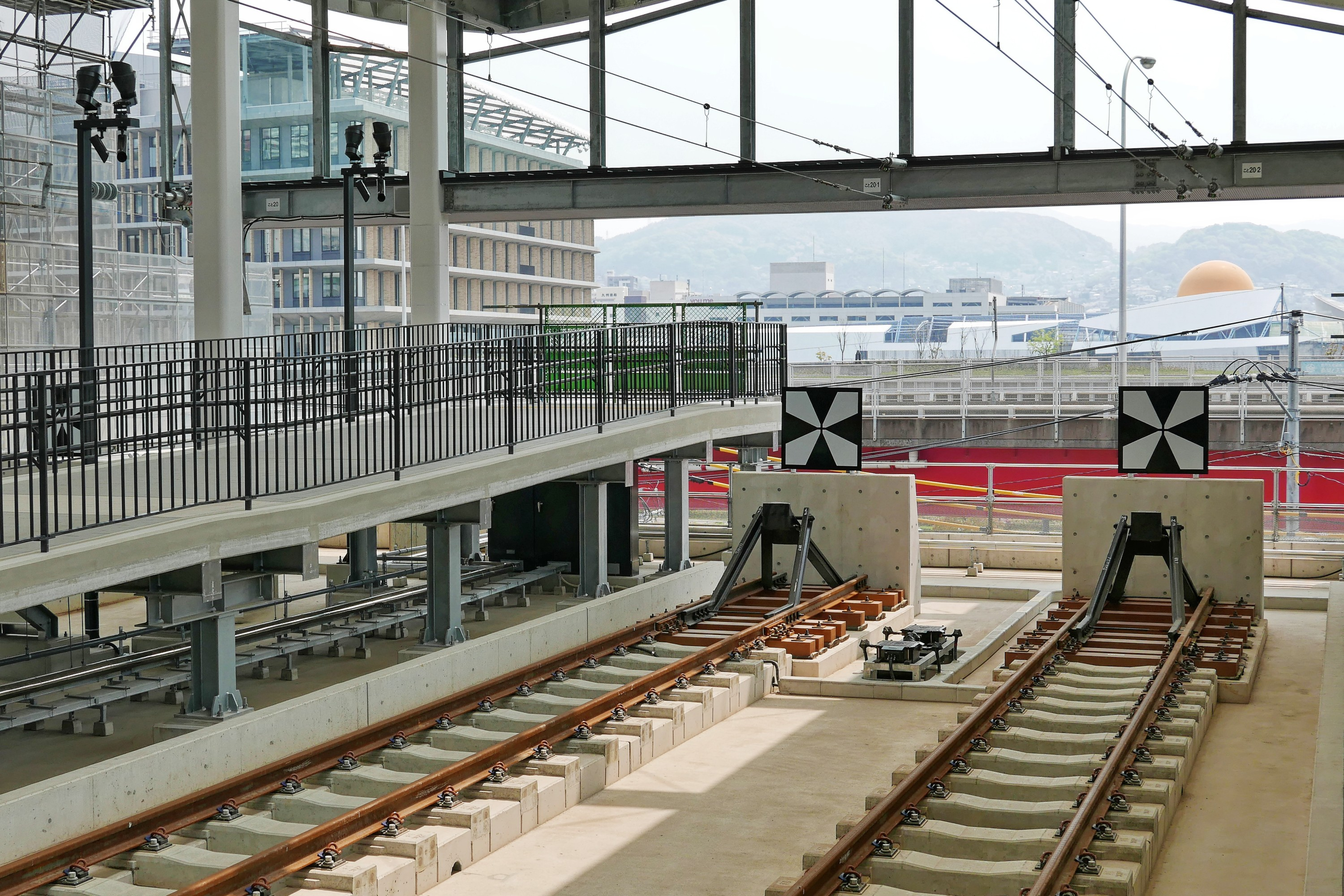
在來線線路末端的終端式停車標示
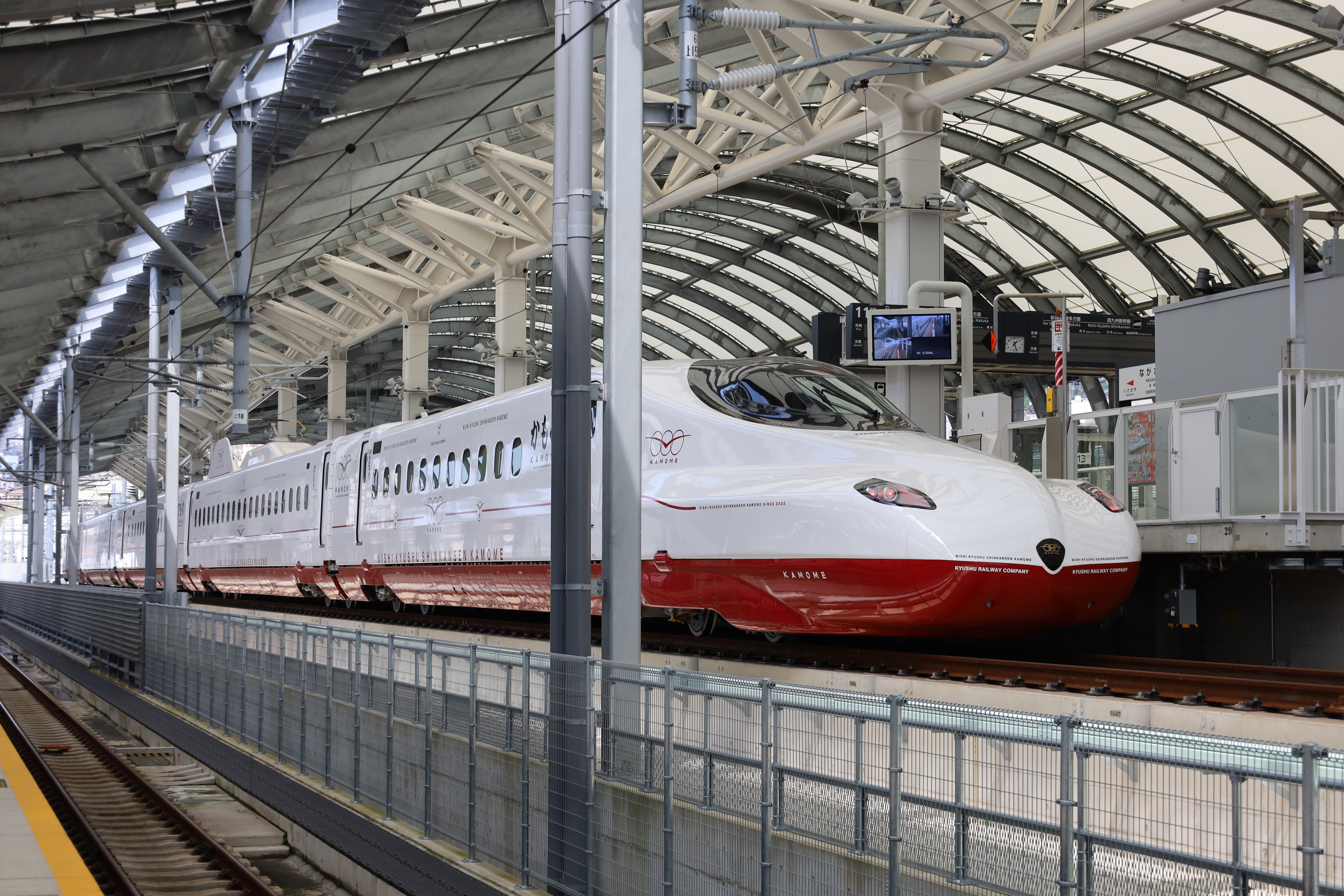
從在來線月台拍攝新幹線月台及車輛

##### 新車站月台配置
| 月台    | 路線         | 目的地                                                   | 備註 |
| ------- | ------------ | -------------------------------------------------------- | ---- |
| 1 - 5   | ■長崎本線    | 諫早、湯江、肥前濱、江北方向 經■長與支線往長與、諫早方向 |      |
| 1 - 5   | 直通■大村線  | 竹松、早岐、佐世保方向                                   |      |
| 11 - 14 | 西九州新幹線 | 諫早、新大村、武雄温泉方向                               |      |

#### 舊車站
車站月台為港灣式月台，因此乘客不需經由天橋或是跨越鐵路即可直接步行出站；全站共設有五個月台，其中位於最東側的0號月臺為側式月臺，往西依序的1號至4號月台為島式月臺。0號和1號月台長度較短，多為短途的普通車或快速列車濱海快線所停靠，2號至4號月台長度較長，可供特急列車鷗號列車停靠。
在2號月台和3號月台的軌道之間，還有一條軌道，為過去長崎本線可繼續往南通往長崎港車站時期供列車直接通過長崎車站所使用的軌道，也因此過去的3號和4號月台是無法直接連接車站出口，當時這兩月台下車的旅客須經由天橋才能出站；長崎車站至長崎港車站的路段雖然在1982年即廢除，但直到1993年才修改車站月台讓3號4號月台可直接步行至車站出口，0號月台也是在同一時間所增設。而位於長崎車站南側，原本是通往長崎港車站的鐵路路段在2000年建為商場AMU PLAZA長崎館。
在4號月台再往西側的區域還有數條鐵軌可供列車停放，而此區域過去曾設置長崎車輛中心。但在規劃九州新幹線長崎段時，已計劃將此區域轉給新幹線及在來線遷置月台使用。因此，長崎車輛中心的功能於2014年中轉至早岐車站旁設立的佐世保車輛中心，以騰出用地施工。上述高架站場已於2020年3月28日（原訂2019年末）建成並局部投用，而長崎站亦已整體遷至該站體（而該站場由清水建設、西海、三基聯營承建），舊有站場將予以拆卸作其他發展之用，當中舊有站廳將於2022-23年間改建為站前廣場。新站場將設有在來線及新幹線月台各4個，均為島式月台。
長崎車站為JR九州的直營車站，設有綠色窗口、自動售票機、自動檢票口，JR九州發行的智慧卡SUGOCA也在本站可以使用，但由於SUGOCA在長崎縣內使用的區域僅有長崎本線的長崎車站至諫早車站路段及大村線諫早車站至竹松車站路段，因此若是乘車目的地超出此路段外的乘客就不能使用SUGOCA。

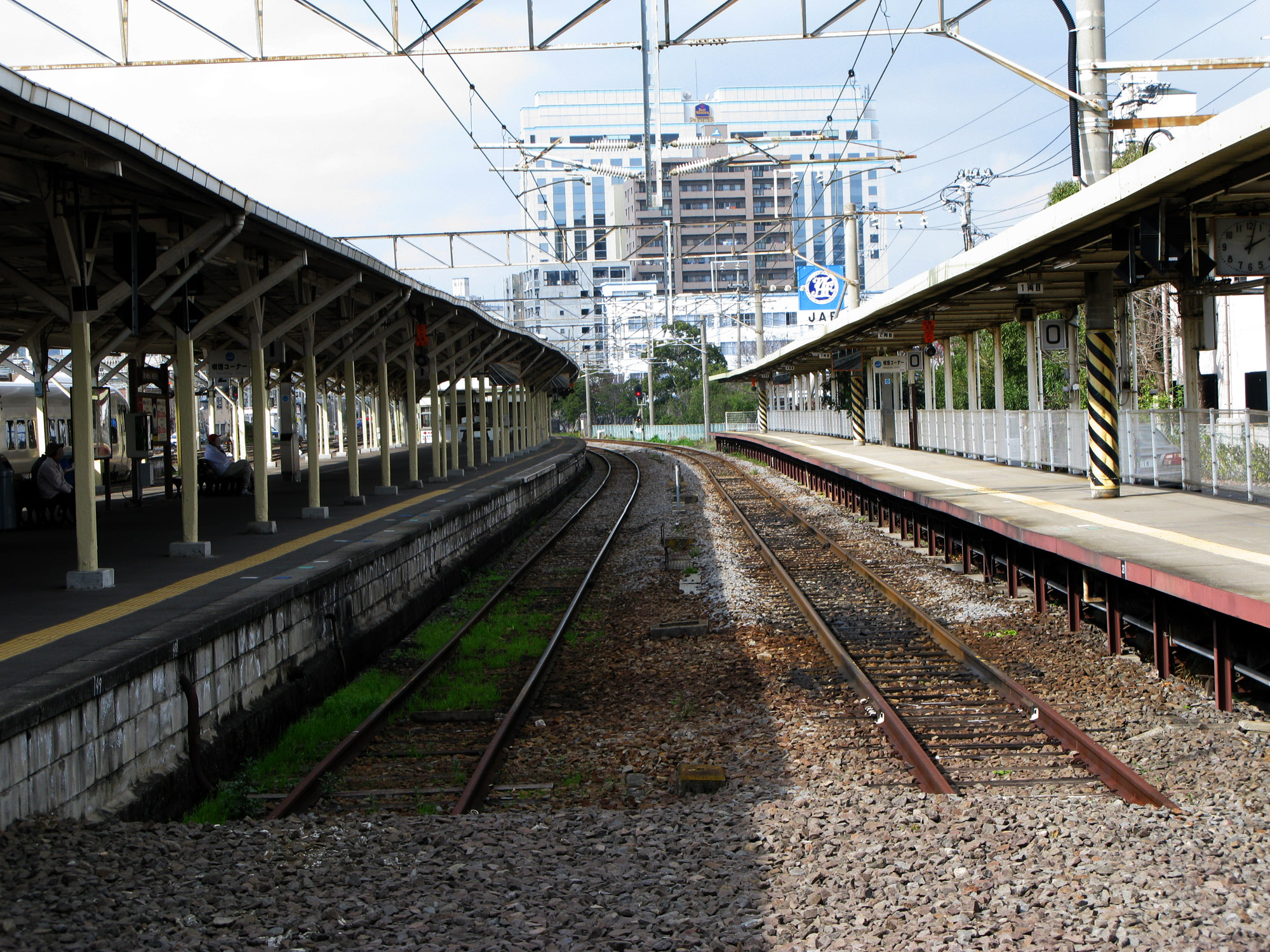
右側為0號月台，左側為1號月台（舊站場）
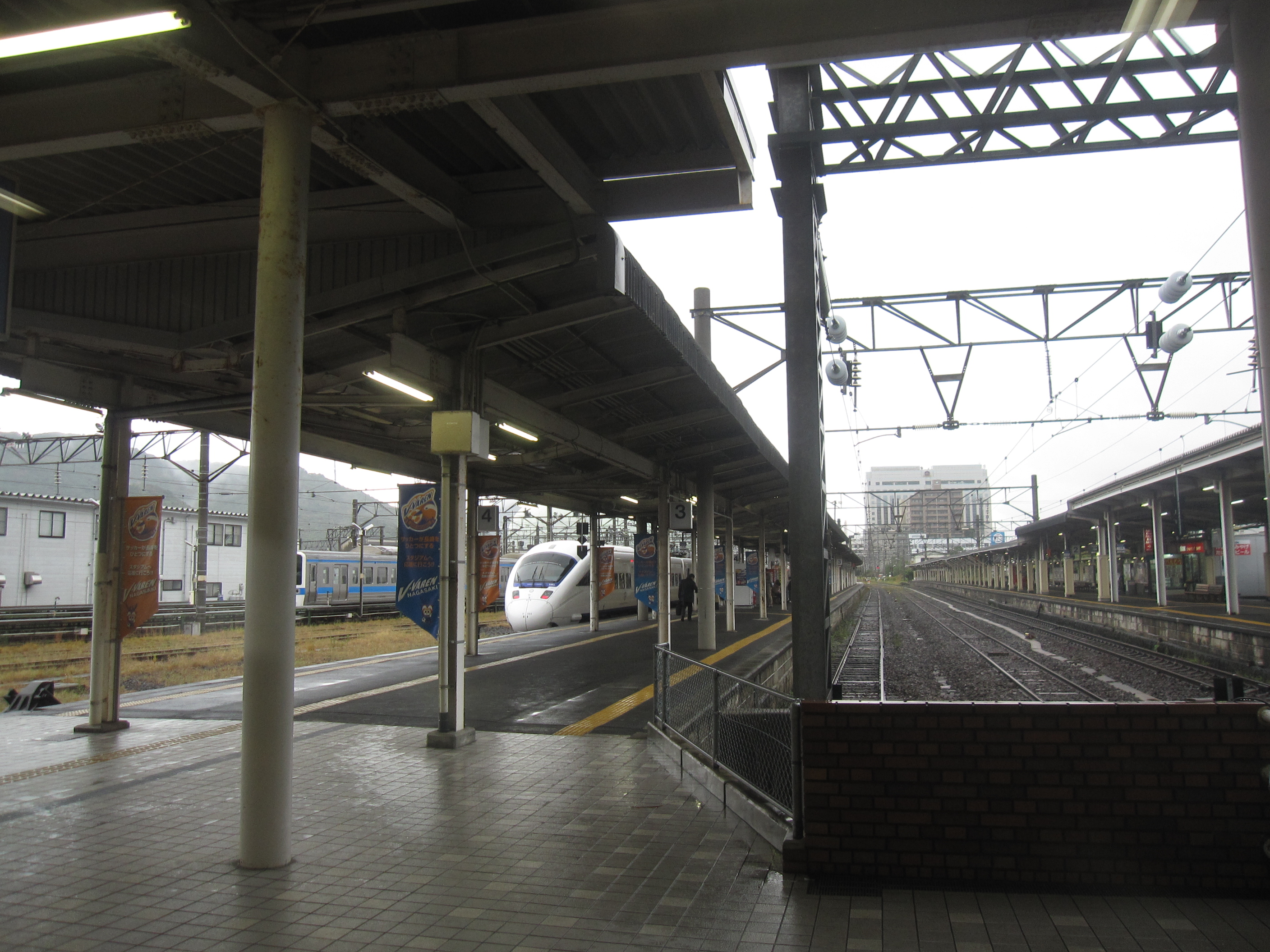
由右至左依序為2號月台、3號月台、4號月台（舊站場）

##### 舊站場月台配置
| 月台  | 路線                      | 目的地                                  |
| ----- | ------------------------- | --------------------------------------- |
| 0 - 4 | ■長崎本線（包括長與支線） | 市布/長與、諫早、江北、鳥栖方向         |
| 0 - 4 | ■大村線                   | 長與/市布、諫早、大村、早岐、佐世保方向 |
| 2－4  | □特急「鷗號列車」         | 諫早、佐賀、新鳥栖、博多方向            |

#### JR貨物

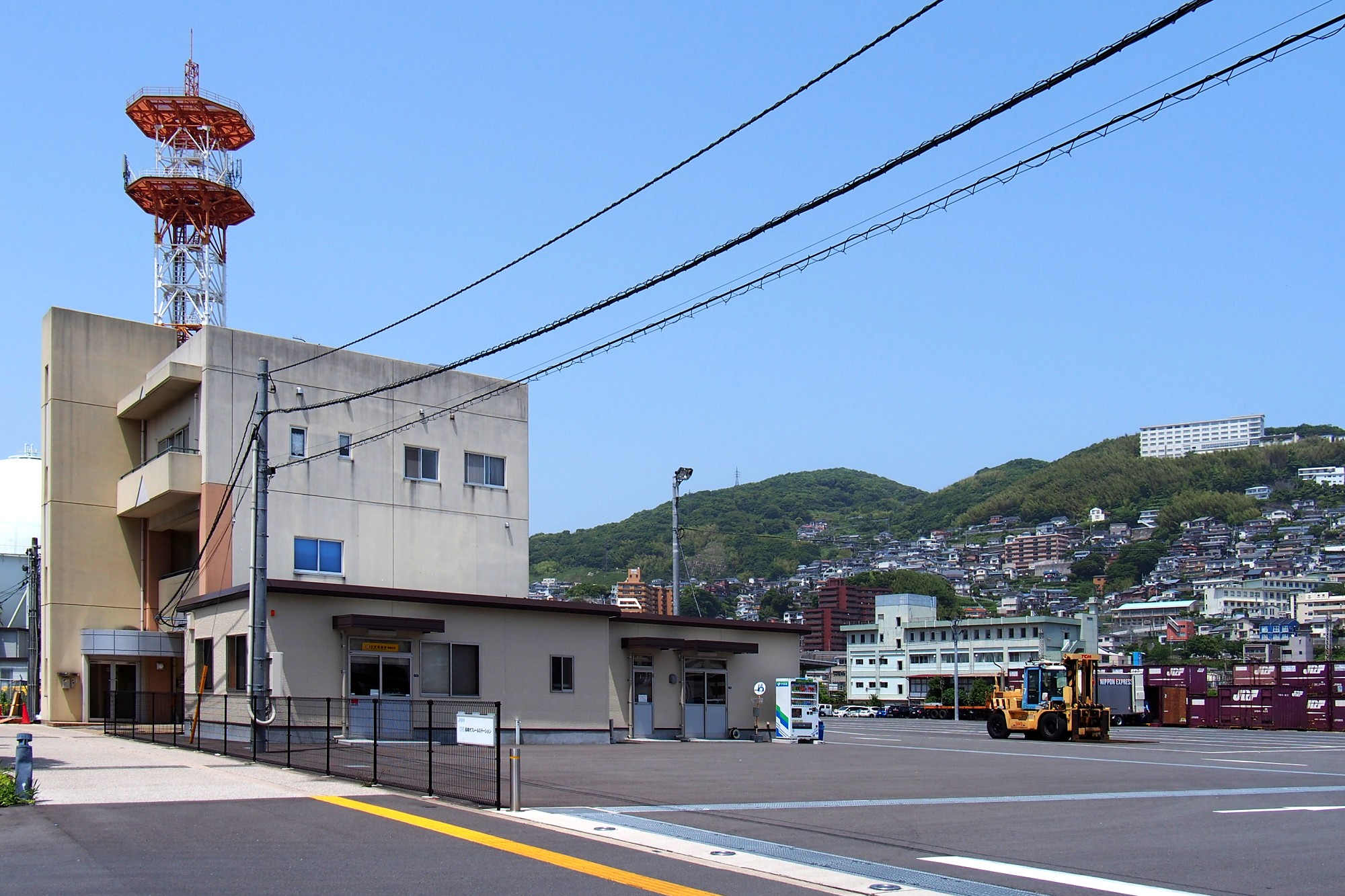
2014年拍攝的JR貨物的長崎線外貨運站

長崎車站的西側（現今的長崎站新站場）曾屬於JR貨物，主要作為貨櫃的轉運站，但自1999年起JR貨物已不再有固定的货物列车班次行駛至長崎車站，2006年在站內另行設置了長崎線外貨運站（長崎オフレールステーション，簡稱為「長崎ORS」），以每日14班次的貨車，往返於位於佐賀市的鍋島車站。
現在位於車站南側的長崎縣廳舍過去原本為長崎市的魚市場，因此JR貨物曾經開設專門運送魚獲的鮮魚貨物列車銀鱗號列車和飛魚號列車，直接將漁獲送至大阪市的大阪市中央批發市場和東京都的築地市場；但在1980年代鮮魚貨物列車逐漸不敵公路貨車的競爭，魚市場也在1990年代自此遷出，鮮魚貨物列車也隨之停止營運。

### 長崎電氣軌道
長崎車站前方有一高架人行天橋，長崎電鐵的長崎車站前停留場即位於天橋旁，月台位於道路中央，為兩個對向的側式月台，長度約在40公尺；靠近長崎車站一側的月台為往北赤迫方向，對面則是往南崇福寺、螢茶屋方向。目前月台旁未設置行人穿越道，行人無法直接穿越馬路進入月台，只能經由人行天橋進入，天橋上也未設置可以進入月台的電梯設備。

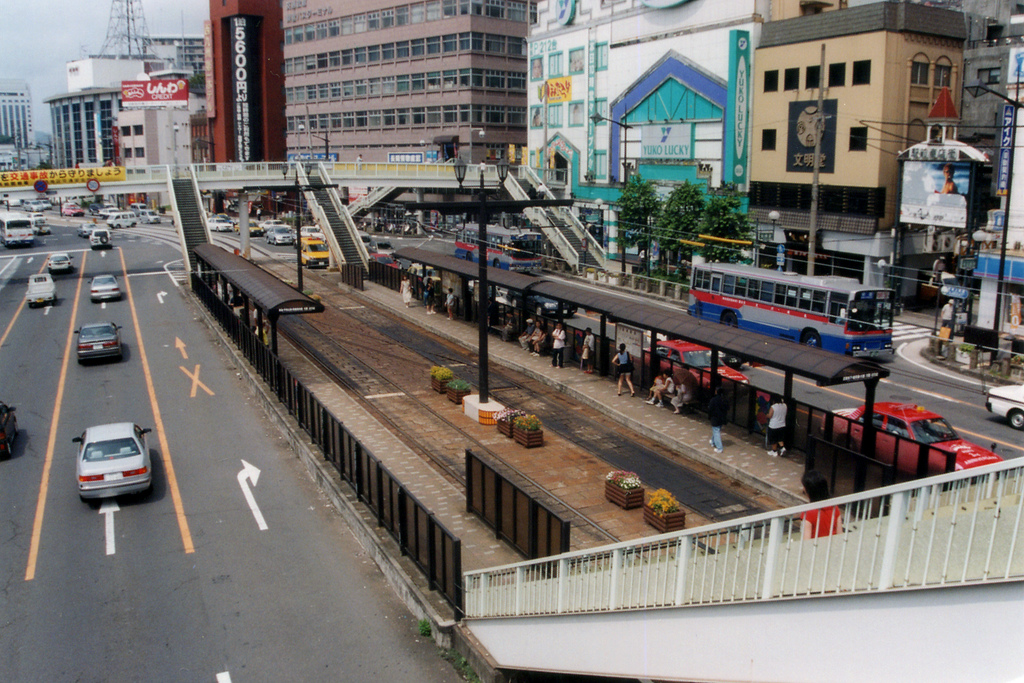
長崎車站前停留場及進入車站的人行天橋通道
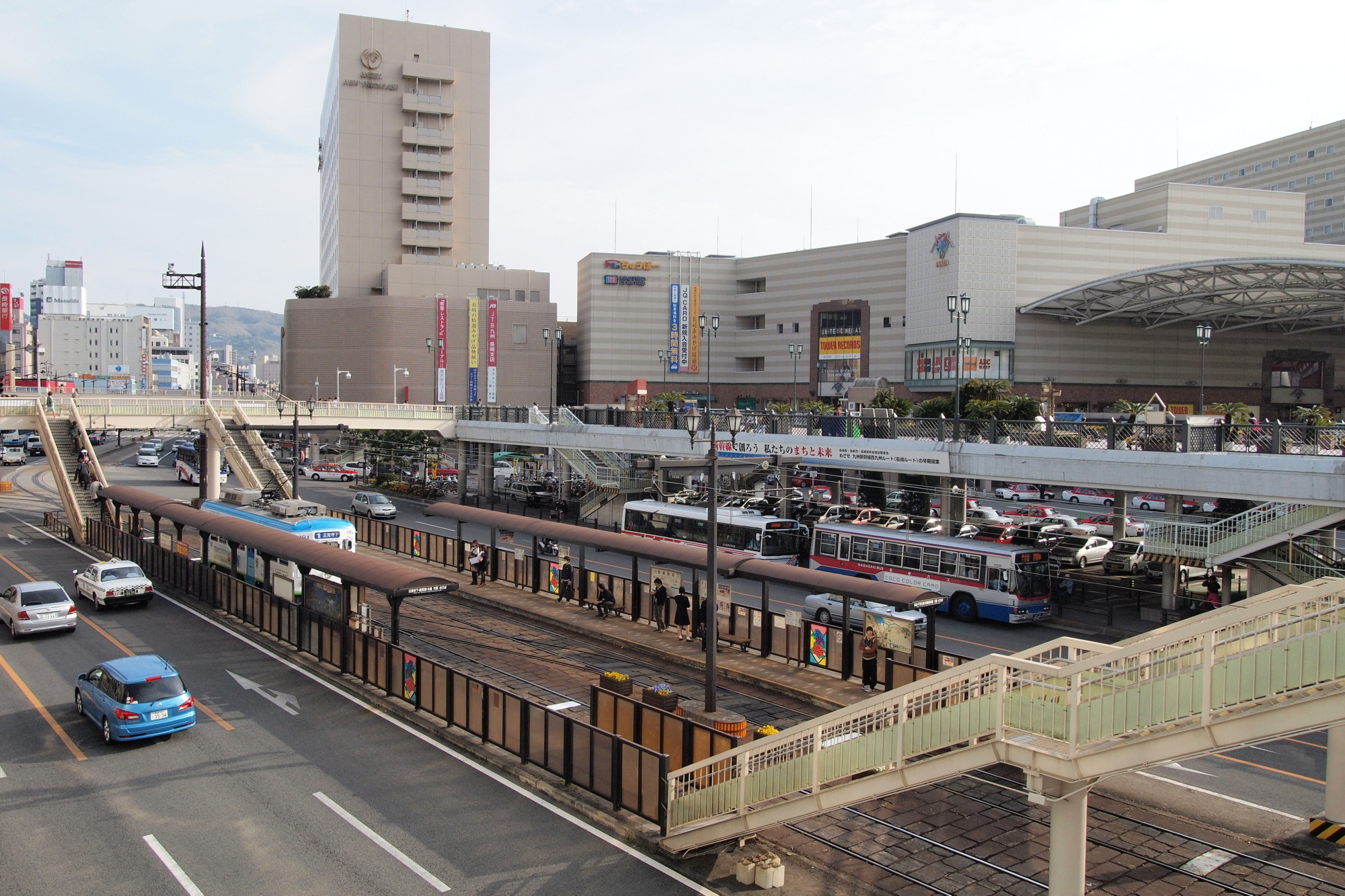
長崎車站前停留場，後方為車站前人行天橋廣場及商場AMU PLAZA長崎館

#### 月台配置
| 月台     | 路線     | 方向 | 目的地                 |
| -------- | -------- | ---- | ---------------------- |
| 上行     | ■1號系統 | 上行 | 住吉、赤迫方向         |
| 上行     | ■3號系統 |      | 住吉、赤迫方向         |
| 下行前側 | ■3號系統 | 下行 | 市役所、螢茶屋方向     |
| 下行後側 | ■1號系統 | 下行 | 大波止、新地中華街方向 |

## 利用状況
JR九州
2017年時每日平均乘車人次為10,473人，為長崎縣內使用人次最高的車站。2020年度隨西九新幹線通車後，JR修改本站的計算方法，以使用新幹線和在來線人數合計為依歸。
| 年度   | 平均每日乘車人次 |
| ------ | ---------------- |
| 2000年 | 10,716           |
| 2001年 | 10,862           |
| 2002年 | 11,099           |
| 2003年 | 11,218           |
| 2004年 | 11,231           |
| 2005年 | 11,258           |
| 2006年 | 11,314           |
| 2007年 | 11,329           |
| 2008年 | 11,248           |
| 2009年 | 10,972           |
| 2010年 | 11,099           |
| 2011年 | 10,744           |
| 2012年 | 10,724           |
| 2013年 | 10,905           |
| 2014年 | 10,706           |
| 2015年 | 11,080           |
| 2016年 | 10,650           |
| 2017年 | 10,473           |
| 2018年 | 10,125           |
| 2019年 | 9,699            |
| 2020年 | 6,239            |
| 2021年 | 6,245            |
| 2022年 | 7,853            |
| 2023年 | 8,863            |

## 相鄰車站
九州旅客鐵道
 西九州新幹線
諫早－長崎
■長崎本線
■觀光特急「雙星4047」（上午到着、下午始發）
諫早－長崎
■快速「濱海快線」、■區間快速「濱海快線」、■普通
浦上－長崎
長崎電氣軌道
本線（■1號系統
八千代町（26）－長崎站前（27）－五島町（28）
櫻町支線（■3號系統）
長崎站前（27）－櫻町（44）

### 已廢除
日本國有鐵道
長崎本線
長崎－長崎港

## 外部連結
- JR九州長崎站公式網頁 （页面存档备份，存于）（日語）
- 長崎電氣軌道長崎站前站發車時間 （页面存档备份，存于）及觀光指南 （页面存档备份，存于）（日語）